# Nargothrond
Nargothrond est une cité souterraine de fiction appartenant au légendaire de l'écrivain britannique J. R. R. Tolkien, apparaissant notamment dans Le Silmarillion. Située au Beleriand, elle se tient dans les cavernes qui surplombent la rive occidentale du Narog, au confluent de celui-ci et du torrent Ringwil. Nargothrond est l'un des trois royaumes cachés des Elfes qui résistèrent le plus longtemps face à la puissance de Morgoth. La découverte et la chute de ces trois royaumes est l'une des principales obsessions de Morgoth durant tout le Premier Âge. Nargothrond tombe en premier peu avant Doriath puis Gondolin.

## Histoire
À l'origine cité des Petits-Nains sous le nom de Nulukkhizdīn, ils en sont chassés par Finrod, prince des Ñoldor, dès les premières années du siège d'Angband. Finrod réaménage les cavernes avec l'aide des Nains de Nogrod et Belegost. Ceux-ci donnent à Finrod le surnom de Felagund, « Creuseur de cavernes ». Ces travaux durent un demi-siècle (52 – 102 P. Â.). Le royaume de Nargothrond se trouve bien au sud des premières lignes qui font face à Morgoth, mais c'est un souhait de Finrod de se tenir en retrait, car il pressent la chute des royaumes des Elfes.
Finrod régna pendant plus de trois siècles sur Nargothrond et les terres environnantes, du Sirion à la mer (102 – 465 P. Â.). Il mena une guerre discrète contre les armées d'Angband : tendant des embuscades et autres frappes rapides contre les orques, qui craignent par-dessus tout ses archers invisibles. Ne sachant pas où frapper, Morgoth ne pouvait pas attaquer Nargothrond, laissant ainsi le royaume entier à la disposition de Finrod. 
Lorsque les Hommes, les Edain, arrivèrent sur les terres de Beleriand, Finrod fut le premier à les accueillir et il se lia d'amitié à Bëor, chef de l'une des trois maisons des Edain. Bëor et toute sa lignée jurèrent allégeance à Finrod qui leur confia un royaume, le Dorthonion, sous l'autorité de Nargothrond.
Beren, descendant de Bëor et héritier de Dorthonion, arriva à Nargothrond en 465 P. Â., après la prise de ses terres et la mort de sa famille. Il vint demander l'aide du roi afin de reprendre un Silmaril de la couronne de Morgoth qui seul lui donnerait la permission d'épouser Lúthien. Finrod choisit de respecter le serment qu'il avait fait à son père, Barahir lorsqu'il lui avait sauvé la vie, et décida de l'aider dans sa quête. 
Mais Celegorm et Curufin, fils de Fëanor, qui avaient acquis un certain pouvoir en ville, s'opposèrent à lui et détournèrent son peuple de lui. Finrod, dégoûté par la lâcheté de ses sujets, abandonna sa couronne et quitta donc Nargothrond accompagné de dix Elfes et de Beren.
Le départ de Finrod provoqua une vive inquiétude dans Nargothrond et le peuple ne savait plus que faire. La régence du royaume fut alors confiée à son frère cadet : Orodreth, les véritables maîtres de la cité n'étant cependant autres que Celegorm et Curufin, qui se comportèrent en goujats et en despotes. Lúthien, qui avait fui son royaume pour suivre Beren, arriva à Nargothrond ou elle fut faite prisonnière par les deux fils de Fëanor. Huan, le chien de Celegorm, trahit son maître pour la libérer et l'aider à s'évader 
Les habitants de la cité apprirent peu de temps après la mort tragique et héroïque de Finrod Felagund, « le plus juste des princes des Elfes »[réf. souhaitée], dans les cachots de la tour de Sauron, pour retrouver Beren. Lorsqu'ils surent que les fils de Fëanor n'avaient rien fait pour le sauver ni même pour l'aider et qu'ils avaient voulu retenir Lúthien contre sa volonté, le peuple se révolta et Orodreth fut proclamé Roi de Nargothrond.
Orodreth chassa Celegorm et Curufin et leur interdit de jamais revenir, car grande était sa colère à l'égard de ceux qui avaient laissé mourir son frère. Orodreth devenu roi, il continua la politique de feu Finrod : pour vivre heureux, vivons cachés. Il misa sur le secret et la clandestinité pour que Nargothrond survive face aux hordes de Morgoth. 
C'est à ce moment qu'un étranger vint à Nargothrond, guidé par Gwindor, membre du Conseil du Roi. Il se fit appeler Mormegil, « le Noire-épée », pour dissimuler son véritable nom : Túrin. Il cherchait ainsi à échapper à la malédiction qui pesait sur lui. Seul Gwindor connaissait sa véritable identité car il lui devait la liberté et son retour dans sa cité. Il garda donc le secret de Túrin, par amitié pour le jeune homme. 
Mormegil était brillant et audacieux. Il mena de nombreuses batailles et prouva sa valeur aux yeux du roi, et surtout aux yeux de Finduilas, fille d'Orodeth qui était promise à Gwindor avant sa captivité. Fin stratège et grand guerrier, il insuffla à tout Nargothrond une brise d'espoir et surtout un désir de grandeur. Les attaques étaient de plus en plus nombreuses et surtout de moins en moins dissimulées, au point que Mormegil fit bâtir un grand pont de pierre sur le fleuve Narog, devant l'entrée principale de Nargothrond, afin de permettre le passage d'importantes armées. 
Gwindor, bien qu'ami de Túrin, critiquait vivement cette politique : il considérait que mener une guerre ouverte contre le puissant Morgoth était un danger mortel au-dessus des forces de Nargothrond. Il redoutait le belliqueux et ambitieux Túrin et le jalousait à cause de Finduilas, la fille d'Orodreth, qui était amoureuse de Túrin et le dédaignait lui. Cependant, même si Gwindor était partial dans son jugement pour des motifs personnels, ses craintes étaient motivées. Ayant été prisonnier de Morgoth, il connaissait sa force de frappe.
Le Vala Ulmo, divinité des eaux qui soutenait les Elfes et les Hommes dans leur guerre contre Morgoth, envoya des messagers pour dire au roi de détruire le pont sans quoi la ville serait condamnée. Orodreth, sous l'influence de l'arrogance de Mormegil, ne tint pas compte de cet avertissement et refusa de retourner dans le secret qui avait garanti leur survie jusque-là. 
Un matin, les sentinelles des forêts d'au-delà du Narog surgirent dans la salle du trône d'Orodreth pour lui annoncer la venue d'une immense armée venue du Nord. Orodreth ordonna immédiatement la mobilisation générale, et Túrin prit la tête des troupes. La panique se répandit dans les rangs des Elfes quand on apprit que le commandant de l'armée ennemie n'était autre que Glaurung, le ver géant, « le père des dragons ». Glaurung était quasiment invulnérable et sa seule présence répandait la terreur dans les rangs. La rencontre des deux armées eut lieu sur la rive opposée du Narog, à Tumhalad : le combat était indécis jusqu'à l'arrivée de Glaurung qui décima les Elfes de Nargothrond. Ceux-ci se replièrent et traversèrent le pont le plus vite possible pour s'enfermer dans les cavernes de la cité. 
Le grand pont de pierre sur le Narog causa la perte de Nargothrond. En effet, le pont permit à Glaurung et à ses troupes de parvenir aux portes mêmes de Nargothrond, et Glaurung put ainsi détruire les dernières défenses de la cité. Orodreth mourut, les armes à la main, avec tout son peuple, non sans avoir amèrement reproché à Túrin la perte de la ville. Glaurung usa de son pouvoir pour figer Túrin, qui resta à l'entrée du pont pour voir Finduilas et tout le peuple de Nargothrond déportés par les Orques vers les cachots de Morgoth. Le monstre le libéra après l'avoir humilié et se railla de lui en le remerciant de lui avoir offert Nargothrond.
Glaurung fit de Nargothrond ravagée sa demeure et prit pour habitude de dormir dans les inestimables trésors et joyaux amassés par Finrod. Depuis sa nouvelle antre, il faisait des sorties dans les plaines autour du Narog afin d'embraser les terres. C'est lors d'une de ses sorties aux alentours de la caverne qu'il traversa le Narog et que Túrin lui transperça le ventre, tuant le monstre. 
Après la mort de Glaurung, Nargothrond resta déserte. Seul le nain Mîm s'y rendant de temps à autre, pour contempler les richesses qui restaient dans les profondeurs. C'est là qu'il fut tué par le vieux Húrin Thalion, le père de Túrin Turambar, qui, libéré des geôles de Morgoth, vint à Nargothrond pendant l'une de ses longues errances : Mîm avait trahi Túrin quelques années auparavant et reçu son juste châtiment. Húrin prit le fabuleux joyau appelé Nauglamír et quitta Nargothrond. Après cet évènement, Nargothrond n'apparaît plus dans les récits ultérieurs et le site est définitivement perdu lors de la submersion du Beleriand, un peu moins d'un demi-siècle plus tard.

## Adaptations
Les récits dans lesquels Nargothrond apparaît n'ont jamais été adaptés à la télévision, au cinéma ou à la radio. Néanmoins des illustrateurs s'y sont penchés.